# Аборты в Монако
Аборты в Монако разрешены только в случаях изнасилования, уродства плода, болезни или смертельной опасности для матери. Самый последний закон об абортах был принят 8 апреля 2009 года; до этого в Монако действовал один из самых строгих законов об абортах в Европе, разрешающий эту процедуру только в том случае, если существует риск смертельного исхода для матери.
Предыдущий закон об абортах, принятый в 1967 году, запрещал аборты при любых обстоятельствах, однако при судебном рассмотрении некоторых уголовных дел было принято решение, что аборт является приемлемым, если он спасает жизнь матери. Согласно старому закону, женщины, подвергшиеся незаконному аборту, подлежали тюремному заключению сроком до трёх лет, а поставщик абортов — тюремному заключению сроком до пяти лет. Если бы лицо, производящее аборт, занималось медицинской профессией, то его право заниматься медицинской практикой было бы отнято.
В то время как аборты частично легальны в Монако, само Монако с трёх сторон окружено Францией, где аборты полностью легальны и доступны по требованию.